# 동물의 발톱

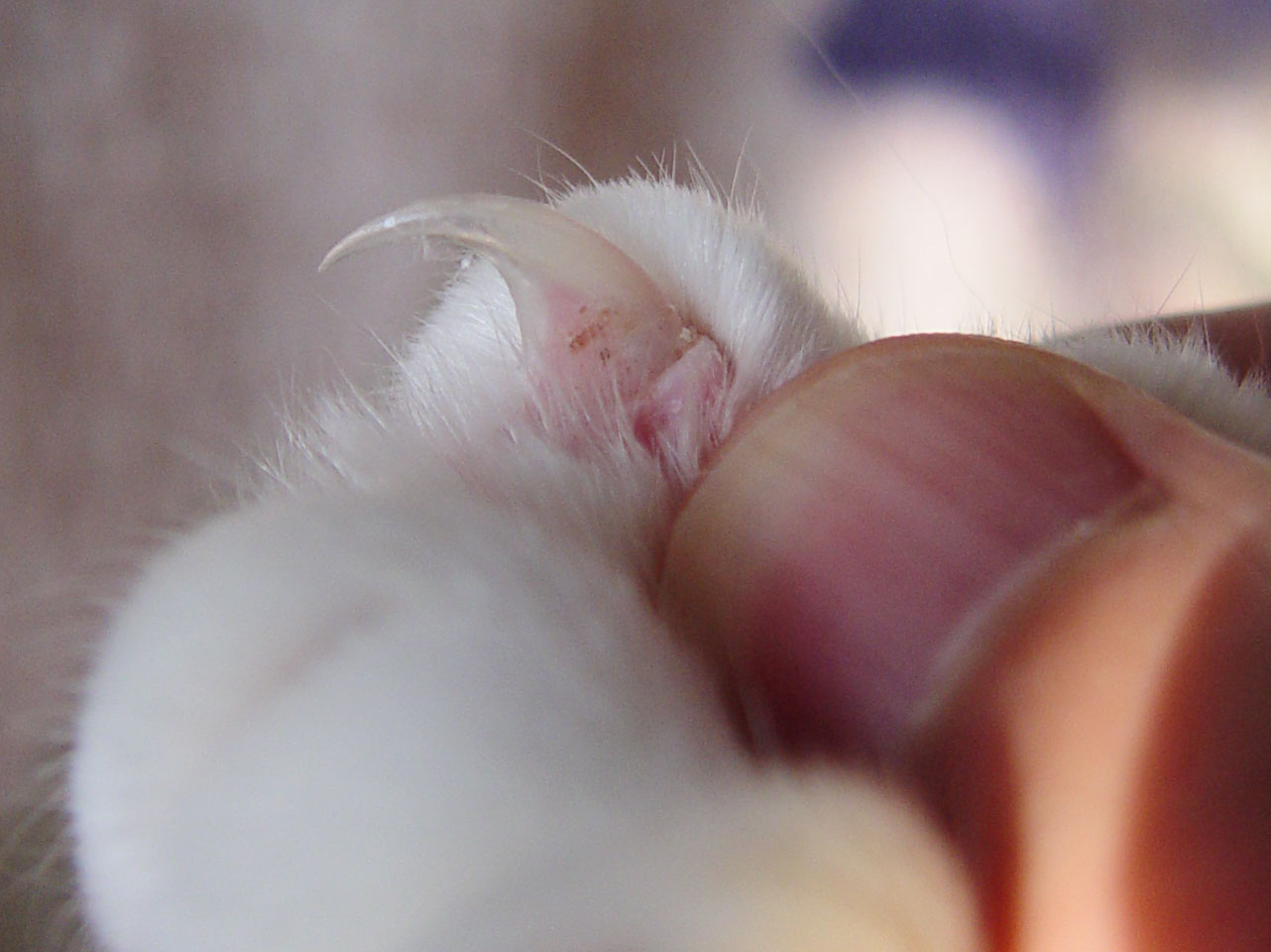
집에서 키우는 고양이의 발톱

동물의 발톱은 대부분의 양막류(포유류, 파충류, 새)의 발가락이나 손가락의 끝에서 볼 수 있는 굽은 부속물이다.
평평하면서 날카로운 부분이 없는 비슷한 부속물은 손발톱의 하나로 언급되는 발톱이다.

## 절지동물
바닷가재나 게와 같은 절지동물의 경우 발톱 대신 집게발이라는 용어가 사용된다.